# كتاب المقدمات
كتاب المقدمات هو كتاب صدر عام 2000 من تحقيق وصقل الفنان والروائي الاسكتلندي ألسدير غراي. ويسعى إلى تقديم تاريخ لكيفية انتشار الأدب وتطوره عبر دول إنجلترا وإيرلندا وإسكتلندا والولايات المتحدة. عنوانه الفرعي «تاريخ قصير للفكر الأدبي بالكلمات لكتاب عظماء من أربع دول من القرن السابع إلى القرن العشرين» يوضح نطاقه.
يبدأ تمهيد [الإنجليزية] غراي الخاص بـ «إعلان المحرر» الذي يستشهد بمقدمة ويليام سميلي [الإنجليزية] لكتاب فلسفة التاريخ الطبيعي المنشورة في إدنبرة عام 1790 والتي توضح ما يجب أن تحتويه كل مقدمة، وتستنتج أنه «إذا لوحظت هذه الخطة عالميًا، لكانت مجموعة من المقدمات قد عرضت تاريخًا قصيرًا ولكنه مثير للاهتمام ومفيد لكل من الأدب والمؤلفين». يروي غراي في حاشية كتابه كيف ألهمت قراءة هذا في أوائل الثمانينيات خطة الكتاب، وبعد ستة عشر عامًا من المشروع تم الانتهاء من الكتاب.
من المميز أن الرسوم التوضيحية وتصميم الطباعة من تصميم غراي نفسه، مما أدى إلى إنتاج مجلد «محقق بشكل رائع». يوفر نص الكتاب التمهيدات والفواتح والاستهلالات والمقدمات مرتبة ترتيبًا زمنيًا، كل عنوان بعنوانه، والسنة بأرقام كبيرة جدًا، مع تعليق غراي وثلاثين كاتبًا آخر بنص مائل صغير باللون الأحمر في عمود على الجانب الخارجي للورقة حسب الحاجة لمناقشة الوثيقة. التأثير يشبه إلى حد ما الكتاب المقدس المشروح.

## استقبال
من بين المراجعات التي استشهد بها على الغلاف الخلفي للنسخة الورقية، علقت صحيفة بالو ألتو ديلي نيوز [الإنجليزية] قائلاً: «إن تنوع الاختيار مذهل. لقد نجح في أن يكون جادًا ودقيقًا ومفيدًا، ولكنه أيضًا نص مسلي وخيالي ومؤثر بعمق».
لاحظ جوزيف روزنبلوم بعض الشذوذ والعيوب:

يبدأ نيكولاس ليزارد [الإنجليزية] بالتعليق على إغفال توماس ديكر، لكنه يتابع:
ذكر إيان سانسوم، أثناء مراجعة الكتاب  لصحيفة الغارديان، أن «انتماءاته هي مع تقليد الكناشة، ومع صانعي القواميس في القرن الثامن عشر، ومع الموسوعات الفيكتورية، ومع سلسلة كل رجل [الإنجليزية]، والمراقبين، ومع إن كتاب هربرت جورج ويلز مخطط التاريخ [الإنجليزية] يتسم بالمساواة في الطموح والأرستقراطية في التنفيذ». يضيف سانسوم: «تتضمن التفاهات غير المدروسة مقدمة جون كلير المتواصلة لقصيدة «الرعية» (1827) - 'بدأت هذه القصيدة وانتهت تحت ضغط الضيق الشديد والمشاعر المريرة في ظل حالة من القلق والقمع تكاد تصل إلى حد العبودية'. بالإضافة إلى ذلك، هناك مقدمات لهذه المقدمات والحواشي والاستهلالات، ولم يكتبها غراي جميعًا (يصنع الكتاب رفاقًا غريبين، من بين آخرين، لجيمس كيلمان وروجر سكروتون ).» 
قال بيتر أ. دولارد، في مجلة المكتبة [الإنجليزية]، «هذا الكتاب الذي طال انتظاره من شخصية رئيسة في النهضة الأدبية الاسكتلندية يرقى إلى مستوى التوقعات. مجموعة أصلية مبهجة ومثيرة للسخرية وروح الدعابة، تهدف إلى تضمين كل مقالة تمهيدية رئيسة في اللغة الإنجليزية بدءًا من كتابات كيدمون (القرن السابع) وصولًا إلى أوائل  القرن العشرين، يمتد لمعان أحمر على جانب معظم الصفحات، مما يوفر تعليقًا رائعًا وغالبًا ما يكون مميزًا، على سبيل المثال، كنتعلم من الكتاب أنّه كان من المرجح أن يُشنق اللصوص في زمن جون جاي  'ما لم يتمكنوا، مثل أنجح اللصوص، من توكيل محامين'. غراي... ساعده حوالي 30 مساهمًا، الذين كتبوا حوالي 20 بالمائة من التعليقات.» 

## الملاحظات
1. ↑  أثناء إنتاج أعماله الأخرى أيضًا
2. ↑  بما في ذلك أنجوس كالدر، آلان سبنس [الإنجليزية]، روبرت كروفورد، بروس ليمنغ، وبول هندرسون سكوت
3. ↑  مثل ليزارد